# 18238 Frankshu
A 18238 Frankshu (ideiglenes jelöléssel 1241 T-2) a Naprendszer kisbolygóövében található aszteroida. Cornelis Johannes van Houten,   Ingrid van Houten-Groeneveld és Tom Gehrels fedezte fel 1973. szeptember 29-én.